# 袁懋功
袁懋功（1611年—1671年），字九敘，浙江餘姚縣人，順天府香河縣籍（今屬河北省）人。清初政治人物，曾任山东巡撫，政绩显著。

## 生平
順治二年（1645年），清朝入關後首開鄉試，袁懋功登順天榜第二十八名，順治三年（1646年）聯捷進士，授禮科給事中。歷升太常寺少卿、通政使，順治十六年（1659年），累擢戶部侍郎。次年，世祖上諭懋功“才品敏練”，授雲南巡撫。當時清朝初定雲南，懋功令降卒入籍歸農，開墾無主田地。在雲南巡撫九年，政績卓著。因父喪丁憂去職。守喪結束，起用爲山東巡撫。康熙十年（1671年），調浙江巡撫，未及啟程，病卒。諡清獻。